# Todd Cochran

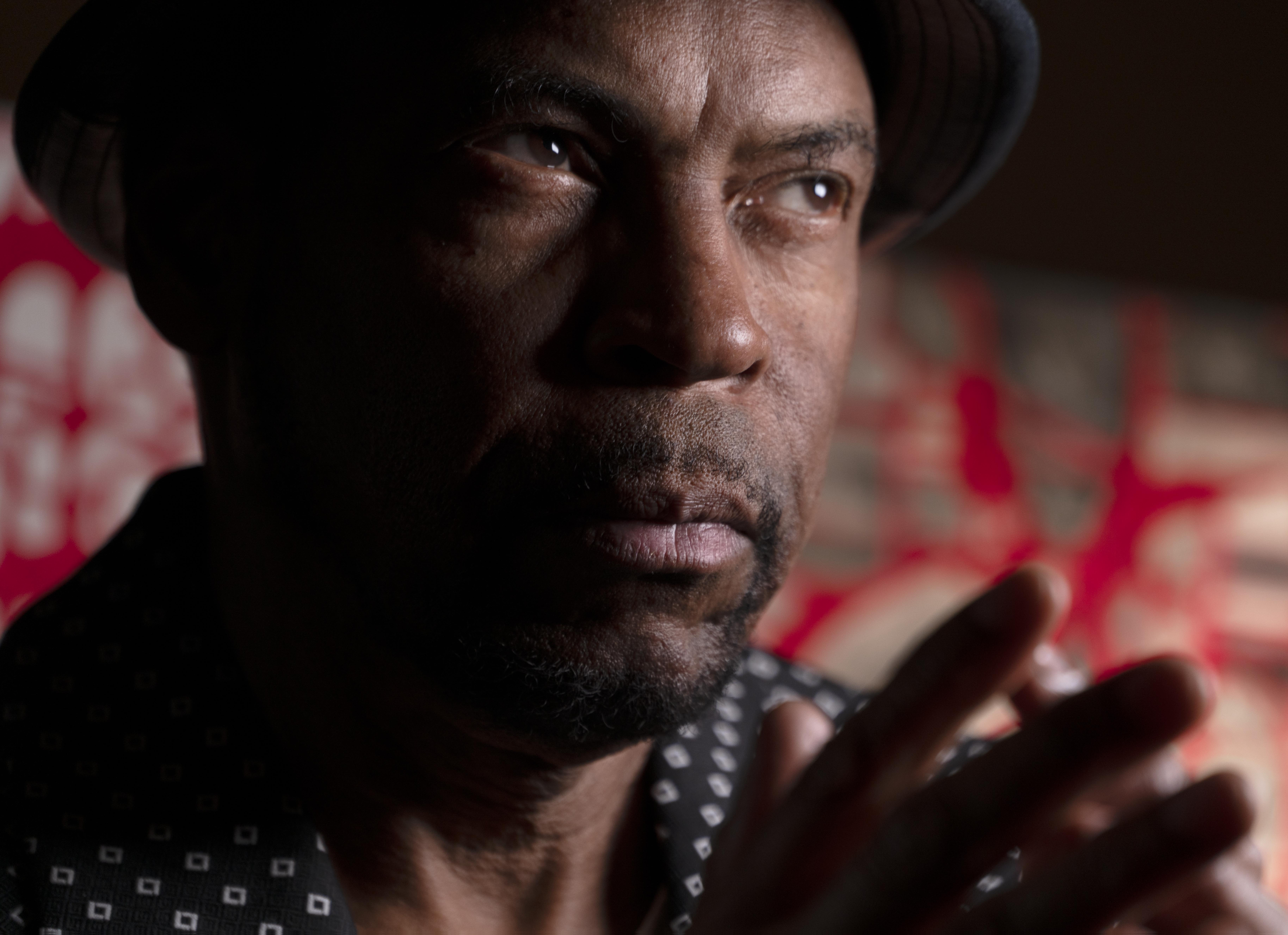
Todd Cochran (2020)

Todd Cochran (* 3. September 1951 in San Francisco, Kalifornien) ist ein US-amerikanischer Jazz- und Fusion-Musiker (Piano, Keyboards und Komposition).

## Leben und Wirken
Todd Cochran, der sich später auch Bayete und Umbra Zindiko  nannte, studierte Musik am Trinity College, wo er 1970 den Bachelor erwarb; Anfang der 70er an der San Jose University. In der Jazzszene bekannt wurde er durch seine zweijährige Mitgliedschaft in der Band von Bobby Hutcherson und Harold Land. Unter eigenem Namen spielte er 1972/73 zwei Alben für Prestige Records ein, darunter Worlds Around the Sun, an dem Musiker wie Oscar Brashear, Hadley Caliman und Bobby Hutcherson mitwirkten. In den 1970er- und 80er-Jahren arbeitete Cochran mit Julian Priester (Love, Love, 1974), Stanley Turrentine, Quincy Jones, Maynard Ferguson, Peter Gabriel (auf Peter Gabriel (Scratch)), Freddie Hubbard und George Benson, außerdem mit Santana und Jeff Beck. Als Mitglied der Band Fuse One wirkte er 1981/82 an zwei Alben für CTI Records mit; dabei spielte er mit Musikern wie Tony Williams, Joe Farrell, John McLaughlin, Larry Coryell, Lenny White, Paulinho da Costa, Stanley Clarke und Eric Gale. 1980 wurde er Mitglied von Carl Palmers kurzlebiger Band PM. In den 2000er Jahren arbeitete er u. a. mit Stanley Clarke, Teena Marie und Billy Griffin. 2021 legte er mit dem Bassisten Jeff Leftwich und dem Schlagzeuger Michael Carvin das Trioalbum Then and Again, Here and Now (Sunnyside) vor.